# Zigzag Gully
Zigzag Gully är en dal i Antarktis. Den ligger i Sydshetlandsöarna. Argentina, Chile och Storbritannien gör anspråk på området.